# Burdajny
Burdajny (niem. Bordehnen) – wieś w Polsce położona w województwie warmińsko-mazurskim, w powiecie elbląskim, w gminie Godkowo. 
W latach 1975–1998 miejscowość administracyjnie należała do województwa elbląskiego. Miejscowość leży w historycznym regionie Prus Górnych.
W 1945 wkraczające oddziały radzieckie dopuściły się zbrodni wojennej, rozstrzeliwując mieszkańców miejscowości.